# Yanliupu (sockenhuvudort i Kina, Hunan Sheng, lat 29,57, long 111,13)
Yanliupu (kinesiska: Yangliupu Xiang, 杨柳铺乡) är en sockenhuvudort i Kina. Den ligger i provinsen Hunan, i den södra delen av landet, omkring 240 kilometer nordväst om provinshuvudstaden Changsha. Antalet invånare är 18 630. Befolkningen består av 9 231 kvinnor och 9 399 män. Barn under 15 år utgör 13,0 %, vuxna 15-64 år 72 %, och äldre över 65 år 13,0 %.
Runt Yanliupu är det ganska tätbefolkat, med 166 invånare per kvadratkilometer. Närmaste större samhälle är Baiyun, 8,7 km nordost om Yanliupu. I omgivningarna runt Yanliupu växer huvudsakligen savannskog.
Genomsnittlig årsnederbörd är 1 697 millimeter. Den regnigaste månaden är september, med i genomsnitt 263 mm nederbörd, och den torraste är december, med 19 mm nederbörd.